# Восстание герцога Бекингема
Восстание герцога Бекингема — мятеж или группа мятежей, которые произошли в октябре 1483 года в Англии и Уэльсе против короля Ричарда III. Их инициатором был Генри Стаффорд, 2-й герцог Бекингем, недавний сторонник Ричарда, получивший поддержку изгнанника Генриха Тюдора из ланкастерской партии (будущего короля Генриха VII) и его матери Маргарет Бофорт. Среди мятежников было много сторонников Эдуарда V, отстранённого от власти летом 1483 года, и его отца Эдуарда IV. Восстание было разгромлено, Бекингем был казнён.

## Предыстория
В апреле 1483 года умер король Англии Эдуард IV. Его брат Ричард Глостерский стал лордом-протектором при сыне покойного — 12-летнем Эдуарде V, который в силу возраста не мог править самостоятельно. Вскоре Ричард добился признания брака Эдуарда IV с Элизабет Вудвилл недействительным, вследствие чего Эдуард V и его брат Ричард Шрусберийский потеряли права на престол как бастарды. 25 июня Великий совет (собрание лордов и общин) признал законным королём Ричарда Глостерского под именем Ричард III; 6 июля того же года состоялась коронация. Молодые принцы к тому времени находились в Тауэре, и после августа их никто не видел. Ходили слухи, что мальчики убиты по приказу Ричарда.
К концу сентября 1483 года в среде недовольной новым королём знати возник заговор, к которому примкнули многие сторонники Эдуарда IV. У истоков заговора стояли Вудвиллы (ближайшие родственники тауэрских принцев по женской линии) и Бофорты, а номинально его возглавлял двоюродный брат Ричарда и в недавнем прошлом его верный союзник Генри Стаффорд, 2-й герцог Бекингем. Историк Чарльз Дэвис полагает, что обвинительный акт парламента объявил герцога главным мятежником вопреки реальности: целью авторов документа было обвинить в случившемся «одного недовольного и движимого жадностью магната» и скрыть «постыдную правду» о том, что против Ричарда III выступило окружение его покойного брата. В любом случае историки считают реальными руководителями мятежа епископа Или Джона Мортона и рыцаря Реджинальда Брея.
Цели заговорщиков остаются не вполне ясными. Разные источники сообщают о планах свержения Ричарда III и возвращения на трон Эдуарда V, о переговорах Бекингема с Генрихом Тюдором — племянником короля Генриха VI и претендентом на корону от ланкастерской «партии», жившим тогда в Бретани. Герцог, по некоторым данным, предложил Тюдору вернуться в Англию, занять трон и жениться на старшей сестре тауэрских принцев Елизавете Йоркской.
Точная мотивация Бекингема неясна: Ричард III сделал его одним из самых могущественных вельмож королевства, назначил великим камергером и верховным констеблем, наделил обширными полномочиями на юго-западе Англии. Существуют гипотезы о том, что герцог был обманут в своих надеждах получить титул графа Херефорда, что он боялся стать жертвой репрессий, что он самовольно организовал убийство тауэрских принцев и вызвал этим гнев короля, что он планировал захватить корону, на первых порах используя Тюдора.

## Восстание
Заговорщики планировали одновременно поднять мятеж в Кенте, Суррее Эссексе, Беркшире и Уилтшире, а также в Девоне (во главе с епископом Эксетера Питером Кортни) и в Уэльсе во главе с Бекингемом. Предполагалось, что герцог объединит свои силы с епископом и с Генри Тюдором, который должен был переправить в Англию предоставленную казначеем Бретани Пьером Ланде армию в 3500 солдат, а потом двинется на Лондон.
Однако кентские заговорщики начали восстание на 10 дней раньше условленной даты и объявили Бекингема своим лидером, подставив его таким образом под удар. Ричард III тут же назначил Ральфа де Эштона заместителем верховного констебля (поскольку верховным констеблем был Бекингем) и предоставил ему полномочия арестовывать, привлекать к суду и преследовать заговорщиков. Джон Говард, 1-й герцог Норфолк, перебросил 100 человек в устье Темзы, чтобы помешать соединиться повстанцам из Кента и Эссекса. В Лестере Ричард объявил награду за головы повстанцев: 1000 фунтов единовременно или 100 фунтов в год пожизненно за Бекингема, по 1000 марок (660 фунтов) за Томаса Грея, 1-го маркиза Дорсета, и его дядю Лайонела Вудвилла, епископа Солсберийского, и по 500 марок за других лидеров.
Генри Тюдор на пути в Англию попал в шторм, так что Плимута он достиг только с двумя кораблями. В этом городе Тюдор встретил сопротивление сторонников Ричарда III, а потому сразу уплыл обратно в Бретань. Тем временем Бекингем собрал значительные силы в своих поместьях в Уэльсе и Марке, но из-за дождей и разлившихся рек не смог объединиться с Кортни. Когда против мятежников выступила королевская армия, началось повальное дезертирство. Герцог, брошенный последними сторонниками, попытался скрыться, но был схвачен. По одним данным, его предал Ральф Баннастер, соблазнившийся наградой, по другим — слуги короля схватили обоих. Бекингема признали виновным в государственной измене и обезглавили в Солсбери 2 ноября.

## Последствия
С военной точки зрения восстание Бекингема закончилось полным поражением. Однако позиции Ричарда III остались шаткими: существенная часть элиты йоркистов по-прежнему не хотела его поддерживать, и в течение нескольких месяцев после казни герцога ряд её ведущих деятелей перешёл в лагерь Генриха Тюдора. Около 500 англичан добрались до столицы Бретани Ренна, где присягнули на верность этому претенденту. Ричард больше не мог чувствовать себя в безопасности. К тому же в марте 1485 года он потерял жену, Анну Невилл, а в апреле того же года — единственного сына Эдуарда, что поставило под вопрос будущее династии.
Король предложил герцогу Бретани Франциску II военную помощь в обмен на выдачу ему Тюдора. Последний бежал в Париж, где заручился поддержкой французской короны. В 1485 году он получил от французов людей, заключил союз с Вудвиллами и высадился в Пембрукшире с небольшим отрядом. В битве при Босворте 22 августа Тюдор одержал победу и вскоре стал королём Англии под именем Генриха VII. Вдову герцога Бекингема он выдал за своего дядю Джаспера Тюдора.